# Olivo Krause
Olivo Wilhelm Eduard Oskar Krause, född 2 juli 1857 i Köpenhamn, död 20 juli 1927, var en dansk oboist och tonsättare.
Krause, som var lärjunge till Christian Schiemann, studerade vid Det Kongelige Danske Musikkonservatorium 1873–76. Han medlem av Det Kongelige Kapel 1882–1919, solooboist från 1893 och under två säsonger tillika operarepetitör. Han blev kunglig kammarmusiker 1914, lärare i piano vid musikkonservatoriet från 1918 och var ledare för Olivo Krause-ensemblen för kammarmusik. Han komponerade en stråkkvartett, en violinsonat, flera sånger samt operan Popoff.

## Utmärkelser
- Riddare av Dannebrogorden,  1907[1]

[Redigera Wikidata]